# Otto Deßloch
Otto Deßloch  (11 de juny de 1889 - 13 de maig de 1977) era un General de la Luftwaffe alemanya durant la Segona Guerra Mundial, receptor de la  Creu de Cavaller de la Creu de Ferro amb Fulles de Roure.

## Biografia
Nascut a Bamberg, Unterfranken (Baviera) l'11 de juny de 1889, entrà a l'exèrcit com a Fahnenjunker al 5è Regiment Bavarès de Chevaulegers amb 21 anys (20 de juliol de 1910), regiment amb el que inicia els combats al Front Occidental de la Primera Guerra Mundial, sent ferit al mes d'agost. Després de recuperar-se, a l'octubre torna amb el seu regiment, i l'1 de desembre inicia l'entrenament com a observador aeri. Durant 1915 exercirà com a Observador, iniciant al desembre el curs de pilot, obtenint les seves ales el 19 d'abril de 1916. És destinat al Batalló de Caces 8b, i el 13 d'octubre de 1916 ha de fer un aterratge d'emergència a la neutral Suïssa, quedant allà internat durant dos mesos. De tornada a Alemanya, vola amb els esquadrons de caces 16è i 35è, arribant a comandar aquest (21 d'abril a 29 de setembre de 1917). Al desembre de 117 passa a dirigir l'Acadèmia de Caces 1, i el 1918 és Comandant de la Base de Sonthofen (9 de novembre de 1918)
Durant el període d'entreguerres segueix a l'exèrcit, sent oficial de senyals als regiments 46è i 21è. Entre abril de 1926 i febrer de 1927 segueix el curs d'entrenament tàctic secret, primer a Berlín i després a la Unió Soviètica, sent nomenat conseller amb deures especials a l'Estat Major de la 7a divisió, càrrec que ocuparà fins al 1932. Al desembre de 1933 és transferit a la Luftwaffe, sent nomenat Comandant de l'Acadèmia de Pilots i comandant de la base aèria de Cottbus, càrrec que ocuparà fins al 1935, quan és nomenat comandant de les escoles de pilotatge. A continuació és nomenat comandant del Grup de Caces 155 (1935-1936), de l'Ala de Bombarders 155 (1936) i de l'Ala de Bombarders 158.
A l'esclat de la II Guerra Mundial, el generalmajor Deßloch és comandant de la 6a Divisió de caces, sent promogut a comandar el II Flak-Korps a l'octubre de 1939, primer a Alemanya i després a França i al Front Oriental, primer al Sector Sud i després al Central. Entre abril de 1942 i setembre de 1943 passa a comandar el I Flalkkorps, de nou al Sector Sud, comandant paral·lelament el Comandament del Caucas de la Luftwaffe. Entre setembre de 1943 i agost de 1944 és comandant en cap de la Luftflotte 4 a Romania; i entre agost i setembre passa a comandar la Luftflotte 3 a França. Després que París fos alliberat per les forces aliades, Deßloch comandà una unitat aèria que es revenjà de l'alliberament bombardejant la ciutat i destruint objectius civils que provocaren la mort de 200 civils francesos al setembre de 1944. Aquell mateix mes torna a comandar la Luftflotte 4 a Hongria i Àustria, i les darreres setmanes de la guerra és comandant del 4t Comandament de la Luftwaffe (8-26/abril/1945) i de la Luftflotte 6 (27/4 – 8/5/1945). Va ser presoner de guerra entre 1945 i 1948, quan va ser alliberat.

## Historial militar i Condecoracions

### Dates de Promoció
- Fähnrich (03/3/1911)
- Leutnant (28/10/1912)
- Oberleutnant (16/3/1916)
- Hauptmann (01/7/1921)
- Major (01/6/1932)
- Oberstleutnant (01/10/1934)
- Oberst (01/4/1936)
- Generalmajor (01/1/1939)
- Generalleutnant (19/7/1940)
- General der Flakartillerie (01/1/1942)
- Generaloberst (01/3/1944)

### Condecoracions
- Creu de Cavaller de la Creu de Ferro amb Fulles de Roure:
  - Creu de Cavaller (74è): 24/06/1940 com Generalmajor i Kommandierender General des II. Flak-Korps
  - Fulles de Roure (470è): 10/05/1944 com Generaloberst i Oberbefehlshaber der Luftflotte 4
- Creu de Ferro 1914 de 1a classe: 29/09/1915
- Creu de Ferro 1914 de 2a classe: 20/08/1914
- Insígnia d'Observador (Baviera): 01/02/1915
- Orde del Mèrit Militar de 4a Classe amb Corona i Espases (Baviera): 
  - Orde del Mèrit Militar amb Corona i Espases: 09/11/1917
  - Orde del Mèrit Militar amb Espases: 19/04/1915
- Insígnia de Pilot (Baviera): 08/08/1916
- Copa d'Honor per la Victoria Aèria
- Medalla del Jubileu del Príncep Regent Luitpold (Baviera)
- Insígnia de Ferit 1918 en Negre: 15/05/1918
- Creu d'Honor dels Combatents del Front
- Creu dels 25 anys de Servei a la Wehrmacht
- Medalla dels 12 anys de Servei a la Wehrmacht
- Insígnia Combinada de Pilot-Observador d'Or i Brillants
- Barra de 1939 a la Creu de Ferro 1914 de 1a Classe: 24/05/1940
- Barra de 1939 a la Creu de Ferro 1914 de 2a Classe: 13/05/1940
- Medalla de la Campanya d'Hivern a l'Est 1941/42
- 4 mencions al Wehrmachtsbericht: 04/08/1943; 09/04/1944; 30/10/1944; 29/11/1944
- Creu del Mèrit Aeronàutic amb Distinció de Guerra i Espases (Romania)